# Таманьини, Витторио
Витторио Таманьини (итал. Vittorio Tamagnini; 1910—1981) — итальянский боксёр, чемпион Олимпийских игр в Амстердаме 1928 года в легчайшем весе. Чемпион Европы среди профессионалов (1936-1937).

## Спортивная карьера
В 18-летнем возрасте принял участие в Олимпийских играх в Амстердаме (1928), где добился успеха, завоевав золотую медаль.

В легчайшем весе в турнире участвовало 18 человек. Допускалось участие одного представителя от каждой страны.
 
Одним из фаворитов турнира считался американский боксёр Джон Дейли. По окончании его полуфинального боя судьи вначале объявили победителем его соперника Харри Айзакса (Южная Африка). Но зрители, возмущённые этим решением, подняли такой шум, что оно было отменено и Дейли вышел в финал. Аналогичная ситуация произошла в финале, но на этот раз первоначально объявленная победа Дейли была отменена и отдана Таманьини.
Результаты на Олимпийских играх 1936 (вес до 53,52 кг):

В первом круге был свободен

Победил Фиделя Ортиса (Мексика) по очкам

Победил Джека Гарленда (Великобритания) по очкам

Победил Фрэнка Трейнора (Ирландия) по очкам

Победил Джона Дейли (США) по очкам
В 1929 году перешел в профессионалы, где выступал относительно успешно. Уже в 1930 году выиграл вакантный титул чемпиона Италии в полулёгком весе. Имел в активе победы над такими известными боксёрами, как Панама Аль Браун и Виктор Янг Перес. В 1936 году завоевал титул чемпиона Европы (EBU) в лёгком весе, который удерживал до октября 1937 года. Далее каких-либо значимых успехов уже не добивался. Активно выступал до конца 1939 года, после Второй мировой войны в сентябре 1945 года провёл только один, последний профессиональный бой. Ни разу не участвовал в боях за титул чемпиона мира.
Снимался в кино.

## Видео
Витторио Таманьини — "Ураган Амстердама".